# Riemst

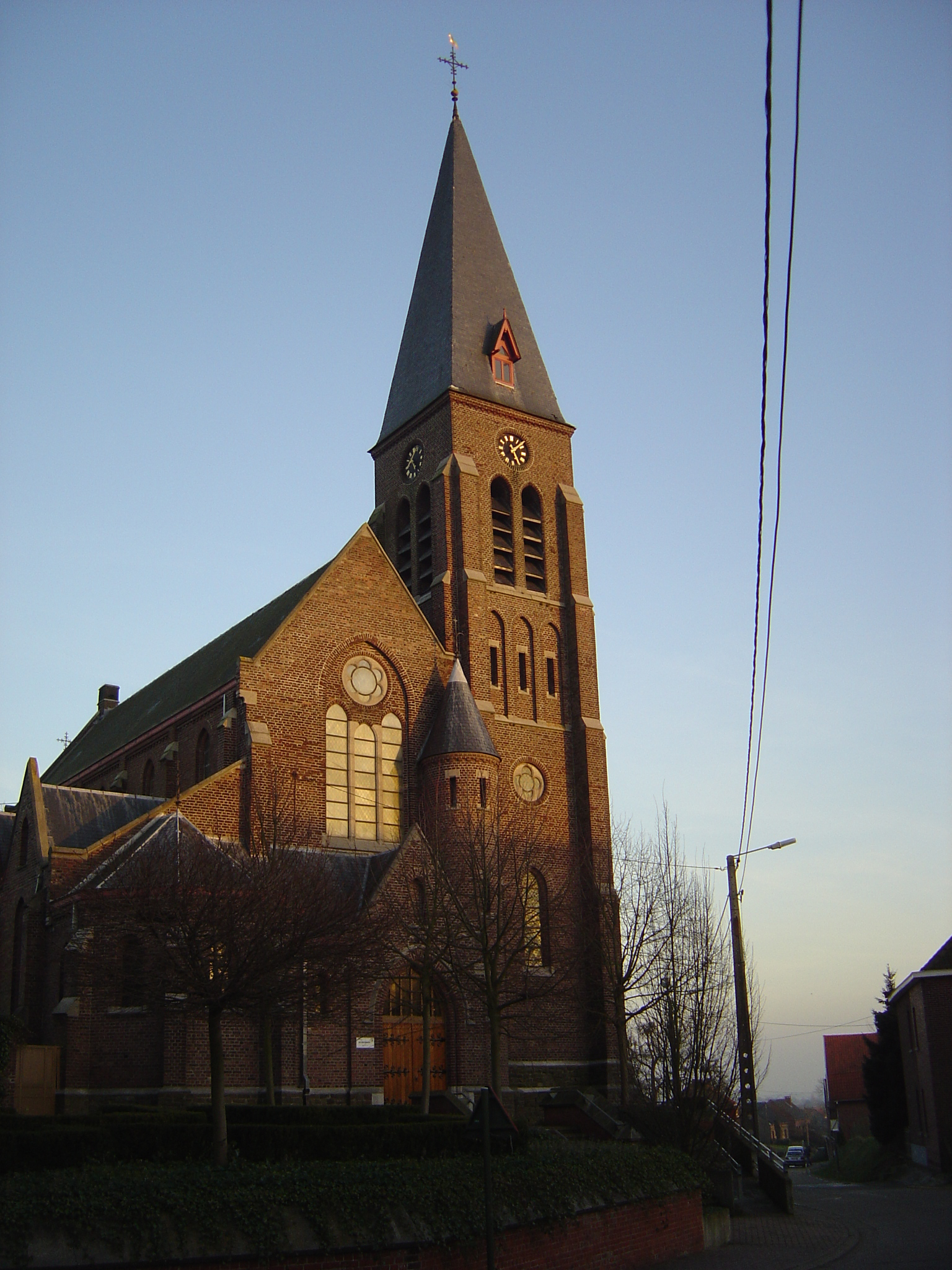
Sint Martinuskirche in Riemst

Riemst (Limburgisch: Riems) ist eine Gemeinde in Belgien im Südosten der flämischen Provinz Limburg. Die Gemeinde zählt 16.896 Einwohner (Stand 1. Januar 2024). Die Gemeinde wird begrenzt von den Flämischen Nachbargemeinden Tongern, Hoeselt, Bilzen, Lanaken, den Wallonischen Gemeinden Bassenge (deutsch: Bitsingen) und Visé (deutsch: Wesent) und der niederländischen Stadt Maastricht.

## Sehenswürdigkeiten
In Riemst gibt es viele Sehenswürdigkeiten, wie geschützte Denkmäler, zahlreiche Mergelhöhlen, Champignonzuchtbetriebe und mit dem Schloss Genoels-Elderen das einzige Weinschloss Flanderns.

## Ortschaften
Riemst besteht aus den Ortschaften: Genoelselderen, Herderen, Kanne, Membruggen, Millen, Riemst, Val-Meer, Vlijtingen, Vroenhoven und Zichen-Zussen-Bolder, die 1977 in eine Gemeinde zusammengefügt wurden.

## Sonstige Dörfchen
Heukelom, Lafelt ("Schlacht bei Lauffeldt"), Elst